# День принятия Крыма, Тамани и Кубани в состав Российской империи

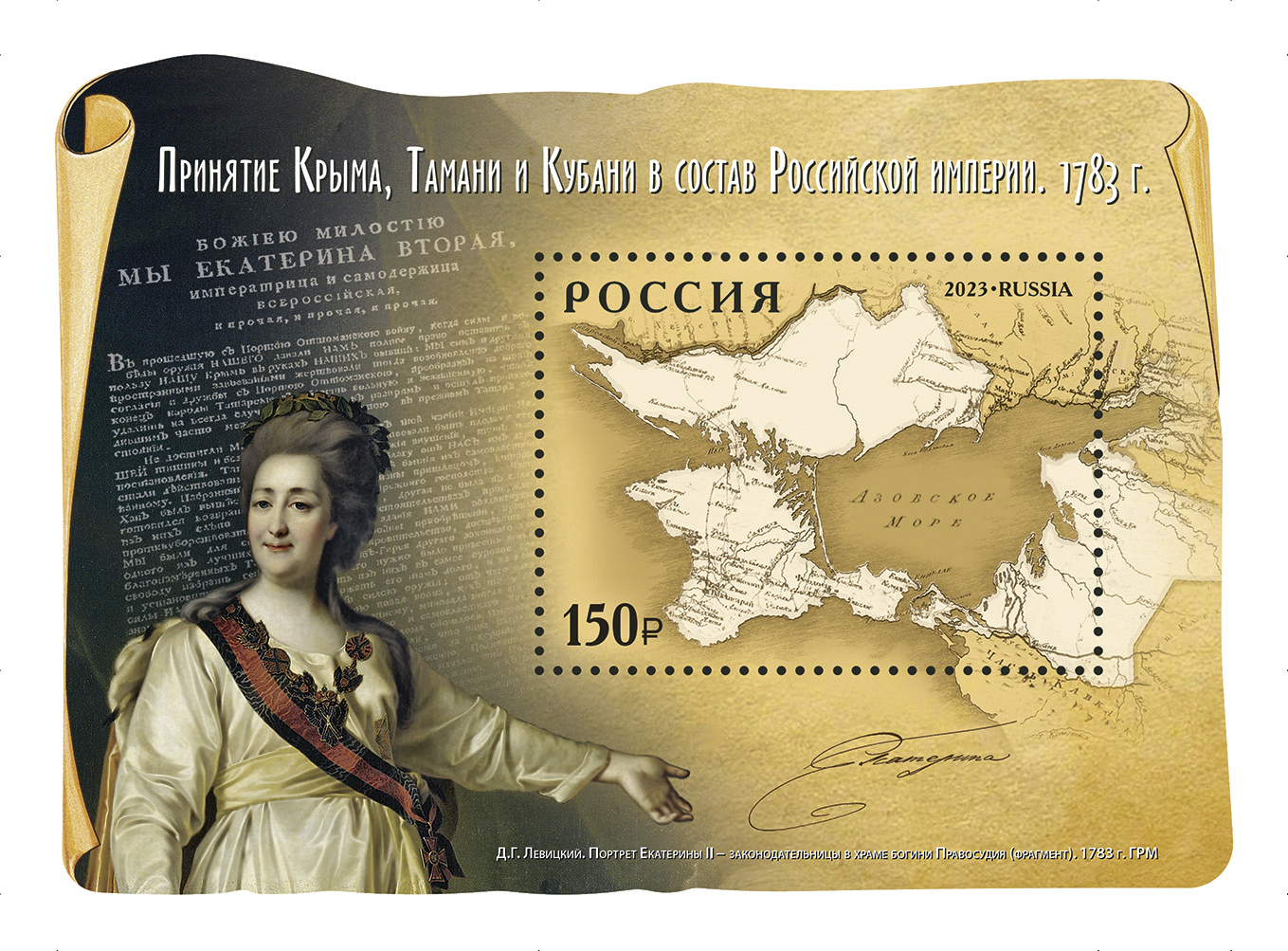
Почтовая марка. Принятие Крыма, Тамани и Кубани в состав Российской империи. 1783 г.

День принятия Крыма, Тамани и Кубани в состав Российской империи — памятная дата в России, с 2018 года ежегодно отмечаемая 19 апреля в ознаменование подписания 8 (19) апреля 1783 года императрицей Екатериной II манифеста о принятии полуострова Крымского, острова Тамана и всей Кубанской стороны под державу Российскую.
Первоначально, в 2015—2018 годах, отмечался как региональная памятная дата Республики Крым — День издания манифеста Екатерины II о вхождении Крыма в состав России. На общероссийский уровень вынесен федеральным законом № 336-ФЗ от 3 августа 2018 года, которым было также установлено нынешнее название памятного дня.
«Установление новой памятной даты России подтверждает непрерывность пребывания Крыма и Севастополя в составе Российского государства. Оно позволит привлечь внимание к судьбоносному для России решению — принятию 19 апреля 1783 года Крыма, Тамани и Кубани в состав Российской империи, месту и роли в этом выдающемся событии Великой императрицы Екатерины II — и будет свидетельствовать об исторической обоснованности и правомерности референдума о воссоединении Крыма с Россией»
В пояснительной записке авторов принятого в 2018 году закона утверждалось, что принятие Крыма и других областей в XVIII веке произошло «по просьбе его жителей, страдающих от войн». В пояснительной записке к законопроекту подчёркивалось, что референдум о статусе Крыма 2014 года стал продолжением истории принадлежности Крыма России.